# Chi è sepolto in quella casa?
Chi è sepolto in quella casa? (House) è un film del 1986 diretto da Stephen C. Miner e interpretato, tra gli altri, da William Katt e Richard Moll. La pellicola contiene molte scene grottesche e a sfondo comico tipiche delle commedie horror.

## Trama
Roger Cobb, giovane scrittore reduce dal Vietnam, divorziato e con il suo unico figlio scomparso senza lasciare traccia, si stabilisce in casa di una sua vecchia zia, impiccatasi da poco, e, pressato dal suo editore, inizia un libro sulla base delle sue esperienze belliche, con disappunto dei suoi fan, che speravano in un altro racconto dell'orrore, e del suo stesso editore, che pensa che nessuno lo leggerà mai.
Ma strani episodi iniziano ad accadere, orrendi incubi e allucinazioni tormentano l'ex soldato. Tenta di comunicare le sue paure al suo vicino ficcanaso della porta accanto, Harold, ma questi pensa che lui sia pazzo. Una notte, mentre indaga su un rumore proveniente dalla camera da letto della zia defunta, Cobb viene attaccato da una bestia orribile che sbuca da un ripostiglio. Dopo aver cercato di riprendere con una telecamera la creatura con l'aiuto di Harold, per dimostrare di non essere impazzito, accadono altre cose ancora più strane: attrezzi da giardino animati attentano alla sua vita; la moglie si presenta sulla soglia di casa un giorno e si trasforma in una strega orrenda a cui Cobb deve sparare dovendo poi nascondere l'avvenimento alla polizia; quindi l'uomo si trova a battagliare contro piccole creature che tentano di rapire un bambino, figlio di una vicina, per il quale ha dovuto a malincuore fare da babysitter.
Alla fine Cobb scopre quella che sembra essere una voce proveniente da un altro mondo parallelo e sinistro, attraverso l'armadietto in bagno. Guardando nel vuoto, nel buio, egli individua casualmente il suo figlio perduto, Jimmy. Dopo essersi calato attraverso l'armadietto con una corda in quel mondo oscuro, Cobb riesce a scappare con Jimmy, ma, come essi tentano di lasciare la casa, si confrontano con Big Ben, caro amico di Roger morto in Vietnam, che gli appare come un orribile fantasma sfigurato. Ben, ferito in battaglia, aveva chiesto a Cobb di finirlo, ma lui non se l'era sentita, consentendo ai Viet Cong di catturare e torturare l'amico, il quale, per vendetta post mortem, gli aveva sequestrato il figlio e ora cerca di uccidere anche lui.  Cobb si confronta con Ben e lo sconfigge, fuggendo dalla casa con il figlio.

## Distribuzione
Il film è stato distribuito nelle sale cinematografiche italiane a partire dal mese di agosto del 1986.

### Data di uscita
Alcune date di uscita internazionali nel corso del 1986 sono state:
- 23 febbraio 1986 negli Stati Uniti (House)[3]
- 27 febbraio 1986 in Francia (House)[4]
- 24 aprile 1986 in Germania (House - Das Horrorhaus )[5]
- 21 agosto 1986 in Italia[6]

### Edizioni home video
Nel Regno Unito il 27 marzo 2017 è stato distribuito dalla Arrow Video un cofanetto Blu-ray, in edizione limitata, contenente tutti e quattro i film di questa serie cinematografica intitolato "House: The Complete Collection".

## Accoglienza

### Incassi
Il film ha incassato negli USA 19,4 milioni di dollari, a fronte di un budget di 3 milioni. 
Si è classificato al 98º posto tra i primi 100 film di maggior incasso della stagione cinematografica italiana 1986-1987.

### Critica
Secondo Il Morandini il film è caratterizzato da una prima fase "incerta" e da una seconda che si rivela "onirica" e che si serve di "mancanza di logica" e di "verosimiglianza" per suggestionare lo spettatore. Secondo la Guida ai film 2009, molti effetti horror "non stanno in piedi" ma a rendere divertente il film sono il "punto di vista stravagante" e diverse scene caratterizzate da un esplicito senso dell'umorismo. Secondo una recensione de L'Europeo del 1986, il film è un esempio tipico di quella nuova tendenza di genere che si diffondeva negli anni 1980 sul fronte delle produzioni a sfondo orrorifico, alternando "colpi bassi e colpi di humour, mostri vomitevoli e battute da National Lampoon".
Il film sull'aggregatore di recensioni Rotten Tomatoes ha ottenuto un punteggio medio del 62% su 100%, su Metacritic ha invece ottenuto un voto di 44 su 100, mentre su Imdb il pubblico lo ha votato 6.2 su 10.

## Sequel
Chi è sepolto in quella casa? ha avuto tre seguiti, alcuni dei quali distribuiti in Italia, per motivi pubblicitari, come seguiti di un'altra serie, quella de La casa scritti, diretti e prodotti da Sam Raimi ed interpretati da Bruce Campbell, con i primi due del tutto svincolati dalla storia originale:
- La casa di Helen (House II: The Second Story)[15] del 1987; è un sequel che riprende il tema della casa stregata in chiave ancora più umoristica ma con nuovi personaggi e una nuova storia. Fu redistribuito in Italia anche con il titolo La casa 6 per sfruttare il marchio innescato dai due film di Sam Raimi.
- La casa 7 (House III: The Horror Show). Proseguendo il formato di serie antologica, il film è stato sviluppato come un sequel. Considerato più dark e più maturo rispetto alle puntate precedenti, i produttori decisero di commercializzare il film senza il nome House per l'uscita nelle sale cinematografiche statunitensi. Nonostante ciò, il film è stato distribuito come House III nei mercati esteri. Dopo la scarsa accoglienza al botteghino, dovuta in parte alla confusione causata da due titoli per lo stesso film, la pellicola è stata ricommercializzata con il suo titolo completo, House III: The Horror Show, e distribuita per l'home entertainment dagli studi associati. In Italia venne rilasciato con il titolo La Casa 7 per seguire il successo dei film di Sam Raimi come accaduto in precedenza sebbene nessuno dei due film sia collegato a La Casa, Evil Dead in originale.
- House IV - Presenze impalpabili (House IV) conosciuto anche come Chi ha ucciso Roger? è l'unico sequel a riprendere la storia originale del primo capitolo ripresentando il personaggio di Roger Cobb. Questa pellicola è stata distribuita negli Stati Uniti con il titolo House IV, ed è l'unico sequel diretto del film del 1986.